# Yeyənkənd
Yeyənkənd è un comune dell'Azerbaigian situato nel distretto di Masallı. Conta una popolazione di 1 329 abitanti.